# Coimbra (EP I de José Afonso)
Coimbra é um EP de José Afonso, lançado em 1953.

## Faixas
| N.º | Título                 | Compositor(es)    | Duração |  |
| 1.  | "Fado das Águias"      | José Afonso       |         |  |
| 2.  | "O Sol Anda lá no Céu" | Carlos Figueiredo |         |  |
| 3.  | "Contos Velhinhos"     | Ângelo Araújo     |         |  |
| 4.  | "Incerteza"            | Tavares de Melo   |         |  |

## Músicos
- António Brojo
- António Portugal
- Aurélio Reis
- Mário de Castro